# Katastrofa mostu Tacoma
Katastrofa mostu w Tacoma – katastrofa budowlana, która miała miejsce 7 listopada 1940 w mieście Tacoma w północno-zachodniej części Stanów Zjednoczonych. Katastrofa ta stanowi wzorcowy przykład znaczenia wpływu parcia wiatru na konstrukcję jako oddziaływania dynamicznego, które należy uwzględnić podczas projektowania konstrukcji tego typu.
Most wiszący w Tacoma miał główne przęsło o długości 840 m przy szerokości jedynie 12 m, co było przyczyną jego niebywałej wiotkości. Już w trakcie budowy, podczas montażu deskowania dla zabetonowania jezdni, pracujący robotnicy doznawali mdłości wynikających z dużych ugięć mostu. Po oddaniu do eksploatacji, stał się on atrakcją turystyczną, ze względu na „niesamowite wrażenia” towarzyszące przejazdowi przez most, tak, iż nazwany został potocznie „galopującą Gertie”.
Po czterech miesiącach istnienia, rano 7 listopada 1940 roku silny sztorm wiejący od oceanu (56–67 km/h), wprowadził most w drgania. Początkowo (godz. 7:00) był to ruch pomostu w płaszczyźnie pionowej (podnoszenie i opadanie o amplitudzie ok. 90 cm z częstością 36 razy na minutę), później ok. godz. 10:00 rytmiczne wznoszenie i opadanie zamieniło się w dwufalowy ruch skręcający 14 cykli na minutę z wychyleniem do 8,4 m, przy skręceniu dochodzącym do 45 stopni. Ok. 10:30 nastąpiło pierwsze załamanie jednej z płyt pomostu, a ok. 11:00 most rozpadł się ostatecznie. Nie było żadnych ofiar w ludziach. Jedyną ofiarą śmiertelną był, należący do Leonarda Coatswortha, czarny, trójnogi cocker spaniel angielski o imieniu Tubby, który spadł do wody, uwięziony w widocznym na filmie czarnym samochodzie.
Przebieg katastrofy został zarejestrowany na taśmie filmowej.
Przyczyną katastrofy mostu, oprócz wymienionej małej sztywności przęseł, była także niewystarczająca stateczność aerodynamiczna i związana z nią nieszczęśliwa zbieżność częstości własnej drgań przęseł i pylonów (zjawisko rezonansu).
Most został odbudowany według zmodyfikowanego projektu i otwarty ponownie 15 października 1950 roku.